# Микола Шелягович
Микола Шелягович (нар. 21 липня 1956, село Огдемер, Дрогичинський район, Берестейська область, Білорусь) — організатор і керівник краєзнавчого товариства «Полісся», створеного в Мінську 1988, працівник одного з мінських Науково-дослідних інститутів у Мінську. Виступав за створення окремої від української «поліської мови» та «поліської національності» на території Берестейщини. Реваншист-українофоб. Під його керівництвом створювалася «західнополіська мова» (західнополіський діалект української мови). Автор програмних статей та один з редакторів газети «Збудінне».

## Біографія
Дитинство минуло в селі Огдемер, після школи відвідував музичну школу, уступив до лав Радянської армії, навчався в університеті. Займався журналістською, комсомольською, аспірантською діяльністю, був комендантом у гуртожитку. Згодом став старшим експертом з функціональними обов'язками в Білоруському фонді культури, займався й поліською тематикою, і загальною проблематикою БФК. Обґрунтовуючи свою національну приналежність, наводив факти, що частина роду значилися українцями, частина — поляками, а в діда взагалі було декілька документів, за якими він і росіянин, і українець, і поляк, і білорус. Сам себе вважає поліщуком та ятвягом, рідною мовою — поліську.
Із середини 1990-х по теперішній час працює в холдингу «SHELENG GROUP», з квітня 2008 — заступник Голови Ради Директорів Альянсу «Російські системи автоматизації».
Одружений. Має двох дітей.